# Châteauvert (acteur)
Pour les articles homonymes, voir Châteauvert (homonymie).
Jean-Baptiste de Lorme, dit Châteauvert (né à Paris en 1655), est un comédien français des XVIIe et XVIIIe siècles.
Il joue à Dijon en 1671 dans la troupe du prince de Condé, puis dans celle du duc de Savoie de 1672 à 1675. Il est ensuite à Beauvais et La Rochelle, et rejoint Belleroche en 1677. En 1680, il dirige la troupe de la dauphine.
En 1685, il joue à Bruxelles dans la troupe du prince d'Orange, puis passe neuf ans dans celle du roi de Danemark avant de rejoindre les Pays-Bas en 1701 et de s'établir à Lunéville en 1705.
L'année suivante, il se met au service de Maximilien-Emmanuel de Bavière et l'accompagne à Gand en 1704, à Bruxelles en 1705, à Namur en 1706 et à Mons en 1707. On le rencontre encore comme chef de troupe à Lille, Arras et Metz entre 1713 et 1718. Sa femme, Martine-Geneviève Girault, est également actrice.